# August Beckhaus
Karl Friedrich August Beckhaus (* 4. Januar 1877 in Bielefeld; † 9. Dezember 1945 im Internierungslager Staumühle) war ein deutscher Regierungsbeamter und Politiker in Preußen.

## Familie
Beckhaus stammte aus einer westfälischen Familie, die ihren Namen vom Gut Beckhausen bei Ergste in Westfalen ableitete. Er wurde als Sohn des Sanitätsrats Karl Hermann Beckhaus und Friederike Henriette Karoline Jung in Bielefeld geboren. Er war mit Margarete Antonie Auguste Klara geb. Klasing (1883–1927), Tochter des Rechtsanwalts und Notars Heinrich August Klasing verheiratet.

## Leben
Nach seinem Abitur am Gymnasium Bielefeld 1897 studierte er Rechtswissenschaften am Lehrstuhl für deutsches Recht der Universität Lausanne, an der Ludwig-Maximilians-Universität München und der Christian-Albrechts-Universität zu Kiel. Im Wintersemester 1898/99 wurde er Mitglied der Société d’Étudiants Germania Lausanne.
Nach dem ersten juristischen Staatsexamen am Oberlandesgericht Kiel begann er 1901 sein juristisches Referendariat als Gerichtsreferendar am Oberlandesgericht Hamm. 1903 wurde er an der Universität Leipzig zum Doctor iuris utriusque promoviert und war anschließend zunächst bis zu seinem zweiten juristischen Staatsexamen als Regierungsrefendar bei der Regierung in Magdeburg tätig. Militärdienst leistete er nicht. 1906 wurde er zum Regierungsassessor ernannt. Als solcher wurde er 1906 an den Landrat des Kreises Usedom-Wollin und 1908 an den Landrat des Kreises Bielefeld zur Hilfeleistung überwiesen.
1909 wurde er mit der Übernahme der kommunalen Verwaltung des Landratsamtes Kreis Bielefeld beauftragt. Der Kreistag verzichtete auf sein Vorschlagsrecht und ernannte Beckhaus am 18. November 1909 einstimmig zum Landrat. Das Amt übte er zunächst kommissarisch aus, bis er 1910 als Nachfolger von Franz von Ditfurth endgültig zum Landrat des Kreises Bielefeld in der damaligen preußischen Provinz Westfalen berufen worden ist. Dieses Amt übte er über 27 Jahre lang aus.
Zudem wurde Beckhaus 1909 vom Wahlkreis Bielefeld-Land zum Abgeordneten des preußischen Provinziallandtags von Westfalen gewählt, dem er 11 Jahre lang bis 1920 angehörte. Er gehörte der DNVP und einige Jahre der DVP an. Am 11. Juli 1937 beantragte er die Aufnahme in die NSDAP und wurde rückwirkend zum 1. Mai desselben Jahres aufgenommen (Mitgliedsnummer 5.971.210).
Im Dezember 1937 wurde er zum Regierungsvizepräsident in Köln ernannt und im November 1943 wegen des Erreichens der Altersgrenze in den Ruhestand versetzt. Außerdem war er als Vorsitzender des landwirtschaftlichen Kreisvereins Bielefeld und als Aufsichtsratsmitglied verschiedener kommunaler Unternehmen tätig.
Im Juli 1945 wurde August Beckhaus ohne Anklage oder Feststellung eines individuellen Schuldvorwurfs im Rahmen des Automatischen Arrests in dem von der Britischen Rheinarmee in Staumühle bei Hövelhof betriebenen Internierungslager Staumühle interniert, wo er am 9. Dezember 1945 an Entkräftung verstorben ist.